# Municipio de Walls (Arkansas)
El municipio de Walls (en inglés: Walls Township) es un municipio ubicado en el condado de Lonoke en el estado estadounidense de Arkansas. En el año 2010 tenía una población de 111 habitantes y una densidad poblacional de 2,39 personas por km².

## Geografía
El municipio de Walls se encuentra ubicado en las coordenadas 34°39′49″N 91°58′46″O / 34.66361, -91.97944. Según la Oficina del Censo de los Estados Unidos, el municipio tiene una superficie total de 46.47 km², de la cual 44,46 km² corresponden a tierra firme y (4,32 %) 2,01 km² es agua.

## Demografía
Según el censo de 2010, había 111 personas residiendo en el municipio de Walls. La densidad de población era de 2,39 hab./km². De los 111 habitantes, el municipio de Walls estaba compuesto por el 80,18 % blancos, el 14,41 % eran afroamericanos y el 5,41 % eran de una mezcla de razas. Del total de la población el 2,7 % eran hispanos o latinos de cualquier raza.